# Скреч карти
Скреч картитите са популярни като форма на забавление и като начин за спечелване на мигновени награди. Използват се при различни игри, томболи, лотарии или при по-големи промоции, които позволяват да се открие кой е избраният печеливш, след като се изтърка скреч покритието.
През последните години скреч картите се наложиха и като много добър маркетингов инструмент, който умело подтиква потребителите към покупка. Вече се създават и цели географски скреч карти на България или света, от които можете да изтърквате част, която ще посетите или вече сте посетили, за да откриете интересна информация. Подходящи са и за подарък на любими хора.
Скреч картите предизвикват голям интерес, тъй като обикновено крият приятни изненади и награди. И въпреки че изглеждат като сравнително ново явление, те имат дълга и интересна история. Ето някои любопитни факти, които може би не сте знаели за тях:
1. История на създаването Първоначалното създаване на скреч картите се приписва на Scientific Games Corporation, известна компания, специализирана в разработването на лотарийни и игрални продукти. През 1974 г. те представят първата по рода си скреч карта.
2. Производствен процес Стандартно скреч картите се изработват от висококачествени двустранно хромови картони с тегло от 300 до 350 гр./м2 и имат скреч покритие. То се изтърква с помощта на монета или друг остър предмет и така се виждат скритите под него награди, символи и послания.
3. Печалби и вероятности Вероятността да спечелиш голяма награда от скреч картите може да бъде много малка, но именно тази неизвестност създава вълнение в потребителите. Повечето карти са създадени така, че да осигуряват множество малки печалби, което води до повторна покупка. Печалбите могат да бъдат различни: пари, кодове за отстъпка или материални награди като техника, почивки, хранителни продукти и др.
4. Културно значение В някои страни скреч картите имат културно значение и са свързани със социални и икономически събития. Например, в САЩ и Великобритания скреч картите често са част от големи кампании за набиране на средства за благотворителност. Съществуват и специални издания на карти, посветени на важни исторически събития или знаменитости.
5. Най-скъпата скреч карта в света Най-скъпата скреч карта в света е пусната през 2005 година в САЩ и е предлагала главната награда от 250 милиона долара.
6. Психология на играта Изследвания показват, че хората обичат да играят игри, в които могат да получат мигновени награди. Скреч картите удовлетворяват това желание за бързо възнаграждение и се явяват не само като форма на хазарт, но и като начин за забавление.

Скреч картите или картите за томболи, както ги наричат някои хора, са се доказали като забавление и приятна емоция за мнозина. Те са идеален продукт за дълготрайно обвързване на потребителите и продължават да бъдат любимо забавление по целия свят.

## Видове

### Онлайн скреч карти
Онлайн скреч картите представляват виртуални версии на популярните хазартни игри, при които играчите трябва да изтрият определени полета на карта, за да видят дали са спечелили някаква награда. Тези игри са сравнително лесни за игра и са много популярни сред хазартните фенове. В онлайн версията на скреч картите, играчите могат да използват компютърен мишка или докосваем екран, за да изтрият полетата на карта и да разберат дали са спечелили. Въпреки че механиката на играта е много подобна на тази на хартиените скреч карти, има някои ключови разлики, като например възможността за онлайн проследяване на печалбите и генераторите на случайни числа, използвани за генериране на печалбите.

### Скреч карти в казината
Скреч картите са игрални карти, които се използват в казината като форма на забавление и залагане на пари. Те са обикновено карти с размери като тези на игралните карти за покер или бридж, които са покрити със слой от лак или специално покритие, което може да бъде изтрито с предмет (монета) или изтъркано с пръст, за да се разкрие скритата информация.
В казината скреч картите могат да бъдат част от игралната зона или да бъдат използвани като допълнителен начин за залагане на пари. В повечето случаи, играчите купуват скреч карти за определена сума пари, разкриват скритата информация на картата и ако успеят да получат определена комбинация от символи, те могат да спечелят награда.
Скреч картите се предлагат в различни теми и стилове на игра и обикновено се използват като начин за забавление, който може да бъде лесно достъпен за всички играчи. Въпреки това, те могат да бъдат и рискови, тъй като играчите могат да загубят парите си, без да получат награда, което ги прави подобни на други форми на хазартни игри в казината.